# Live in Mexico City
Live in Mexico City – album koncertowy King Crimson, wydany w 1999 roku przez Discipline Global Mobile w formacie digital download (12 plików WMA).

## Historia albumu
Album zawiera utwory zarejestrowane podczas koncertów w Teatro Metropólitan w Meksyku, jakie King Crimson dał w dniach 2–4 sierpnia 1996 roku. Koncerty w Meksyku odbyły się tuż przed tym, jak Robert Fripp, Adrian Belew, Trey Gunn, Tony Levin, Pat Mastelotto i Bill Bruford wyruszyli w swoją ostatnią, amerykańską trasę koncertową w tym składzie, występując jako artyści głównej sceny na festiwalu H.O.R.D.E w 1996 roku. Album został początkowo (w 1999 roku) udostępniony bezpłatnie jako digital download. Część nagrań z koncertów ukazała się później na albumie Vrooom Vrooom, wydanym w 2001 roku (CD 1).

## Lista utworów
Lista i informacje według Discogs:
| 1.  | Dinosaur                         | 7:28    |
|     |                                  |         |
| 2.  | One Time                         | 5:57    |
|     |                                  |         |
| 3.  | VROOOM VROOOM                    | 4:49    |
|     |                                  |         |
| 4.  | B’Boom                           | 5:26    |
|     |                                  |         |
| 5.  | THRAK                            | 6:25    |
|     |                                  |         |
| 6.  | Sex Sleep Eat Drink Dream        | 4:53    |
|     |                                  |         |
| 7.  | The Talking Drum                 | 4:02    |
|     |                                  |         |
| 8.  | Larks’ Tongues in Aspic, Part II | 6:15    |
|     |                                  |         |
| 9.  | Neurotica                        | 4:33    |
|     |                                  |         |
| 10. | 21st Century Schizoid Man        | 6:45    |
|     |                                  |         |
| 11. | Prism                            | 4:18    |
|     |                                  |         |
| 12. | Red                              | 6:27    |
|     |                                  |         |
|     |                                  | 1:07:18 |
|     |                                  |         |

### Zespół
- Tony Levin – gitara basowa, Chapman stick
- Bill Bruford, Pat Mastelotto – perkusja (akustyczna i elektroniczna), instrumenty perkusyjne
- Trey Gunn – Warr guitar
- Robert Fripp – gitara, electronika (Soundscapes)
- Adrian Belew – gitara, śpiew